# Glomus fragile
Glomus fragile är en svampart som först beskrevs av Berk. & Broome, och fick sitt nu gällande namn av Trappe & Gerd. 1974. Glomus fragile ingår i släktet Glomus och familjen Glomeraceae.   Inga underarter finns listade i Catalogue of Life.